# Evangeline Lilly
Nicole Evangeline Lilly (Fort Saskatchewan, 3. kolovoza 1979.), kanadska je filmska glumica.

## Značajnije uloge
- Izgubljeni (2004 - ) ... Kate Austen
- Hobit:bitka pet vojski (2013 - ) ... Tauriel

## Vanjske poveznice
- Evangeline Lilly u internetskoj bazi filmova IMDb-u (engl.)